# توفند فلورنس
توفند فلورنس توفند قدرتمندی است که هم‌اکنون بر فراز اقیانوس اطلس قرار دارد و ایالت‌های میانه ساحل اقیانوس اطلس و جنوب شرقی آمریکا را تهدید می‌کند. این توفند ششمین توفند نام‌گذاری شده، سومین توفند و اولین توفند بزرگ فصل توفندی ۲۰۱۸ اطلس است، که از یک موج استوایی قوی از ساحل غربی آفریقا در ۳۰ اوت ناشی شده‌است.
فرمانداران ایالت‌های کارولینای شمالی، کارولینای جنوبی، ویرجینیا، و مریلند در مواجهه با این توفند وضعیت اضطراری اعلام کردند.

## تلفات و خسارات
| ایالت           | تلفات  | تلفات     | تلفات |
| ایالت           | مستقیم | غیرمستقیم | همه   |
| --------------- | ------ | --------- | ----- |
| فلوریدا         | ۲      | ۰         | ۲     |
| کارولینای شمالی | ۲۱     | ۱۴        | ۳۵    |
| کارولینای جنوبی | ۴      | ۵         | ۹     |
| ویرجینیا        | ۲      | ۰         | ۲     |
| همه             | ۲۹     | ۱۹        | ۴۸    |

۴۸ نفر در ایالات متحده توسط اثرات مستقیم و غیرمستقیم این توفند جان خود را از دست دادند و خسارتی نزدیک به ۳۸ میلیارد دلار آمریکا به زیرساخت‌های این کشور وارد شد.